# Gymnothorax flavoculus
Gymnothorax flavoculus är en fiskart som först beskrevs av Böhlke och Randall, 1996.  Gymnothorax flavoculus ingår i släktet Gymnothorax och familjen Muraenidae. Inga underarter finns listade i Catalogue of Life.